# Kamanová
Kamanová é um município da Eslováquia, situado no distrito de Topoľčany, na região de Nitra. Tem 6,42 km² de área e sua população em 2018 foi estimada em 609 habitantes.

## Demografia
| Ano:        | 1994 | 2004   | 2014   | 2024   |
| ----------- | ---- | ------ | ------ | ------ |
| Broj ljudi: | 573  | 619    | 604    | 596    |
| Razlika:    |      | +8,02% | -2,42% | -1,32% |

| Ano:               | 2023 | 2024   |
| ------------------ | ---- | ------ |
| Número de pessoas: | 605  | 596    |
| Diferença:         |      | -1,48% |